# Lasius terreus
Lasius terreus är en myrart som beskrevs av Samuel Hubbard Scudder 1878. Lasius terreus ingår i släktet Lasius och familjen myror. Inga underarter finns listade i Catalogue of Life.